# Alcester (Dakota del Sud)
Alcester és una població dels Estats Units a l'estat de Dakota del Sud. Segons el cens del 2000 tenia 880 habitants.

## Demografia
Segons el cens del 2000, Alcester tenia 880 habitants, 388 habitatges, i 233 famílies. La densitat de població era de 999,3 habitants per km².
Dels 388 habitatges en un 25% hi vivien nens de menys de 18 anys, en un 53,4% hi vivien parelles casades, en un 5,7% dones solteres, i en un 39,7% no eren unitats familiars. En el 36,9% dels habitatges hi vivien persones soles el 24,7% de les quals corresponia a persones de 65 anys o més que vivien soles. El nombre mitjà de persones vivint en cada habitatge era de 2,1 i el nombre mitjà de persones que vivien en cada família era de 2,72.
Per edats la població es repartia de la següent manera: un 18,9% tenia menys de 18 anys, un 5,8% entre 18 i 24, un 19,9% entre 25 i 44, un 22,2% de 45 a 60 i un 33,3% 65 anys o més.
L'edat mediana era de 48 anys. Per cada 100 dones de 18 o més anys hi havia 71,6 homes.
La renda mediana per habitatge era de 29.432 $ i la renda mediana per família de 44.286 $. Els homes tenien una renda mediana de 28.047 $ mentre que les dones 21.167 $. La renda per capita de la població era de 16.593 $. Entorn del 6,5% de les famílies i el 7,9% de la població estaven per davall del llindar de pobresa.

## Poblacions més properes
El següent diagrama mostra les poblacions més properes.